# Podman
Podman est un logiciel libre permettant de lancer des applications dans des conteneurs logiciels.

## Fonctionnalités
Il s’agit d’une alternative à Docker, qui permet de lancer les commandes sans les permissions root. À l’inverse de Docker, Podman n’intègre pas de daemon nécessaire à son fonctionnement,,.